# Везіров Абдул-Рахман Халіл-огли
Абдул-Рахман Халіл-огли Везіров (азерб. Əbdül-Rəhman Xəlil oğlu Vəzirov; 26 травня 1930 — 10 січня 2022) — радянський та азербайджанський політичний діяч, Надзвичайний та повноважний посол.

## Коротка біографія
У 1952 році закінчив Азербайджанський індустріальний інститут. У 1954-59 роках — секретар, другий секретар, перший секретар ЦК комсомолу Азербайджану. У 1959-70 роках — секретар ЦК ВЛКСМ. У 1970-74 роках — перший секретар Кіровабадського міськкому партії. У 1974-76 роках — завідувач промисловим відділом ЦК компартії Азербайджанської РСР. У 1976-79 роках — Генеральний консул СРСР у Калькутті (Індія), у 1979-85 роках — Посол у Королівстві Непал, у 1985-88 роках — Посол у Пакистані. У часи роботи в Пакистані брав активну участь у перемовинах з виведення радянських військ із Афганістану.
У 1988-90 роках займав пост Першого секретаря ЦК компартії Азербайджанської РСР. 23 жовтня 1989 року Верховна Рада Азербайджанської РСР ухвалила конституційний закон «Про суверенітет Азербайджанської РСР».